# 那珂川市

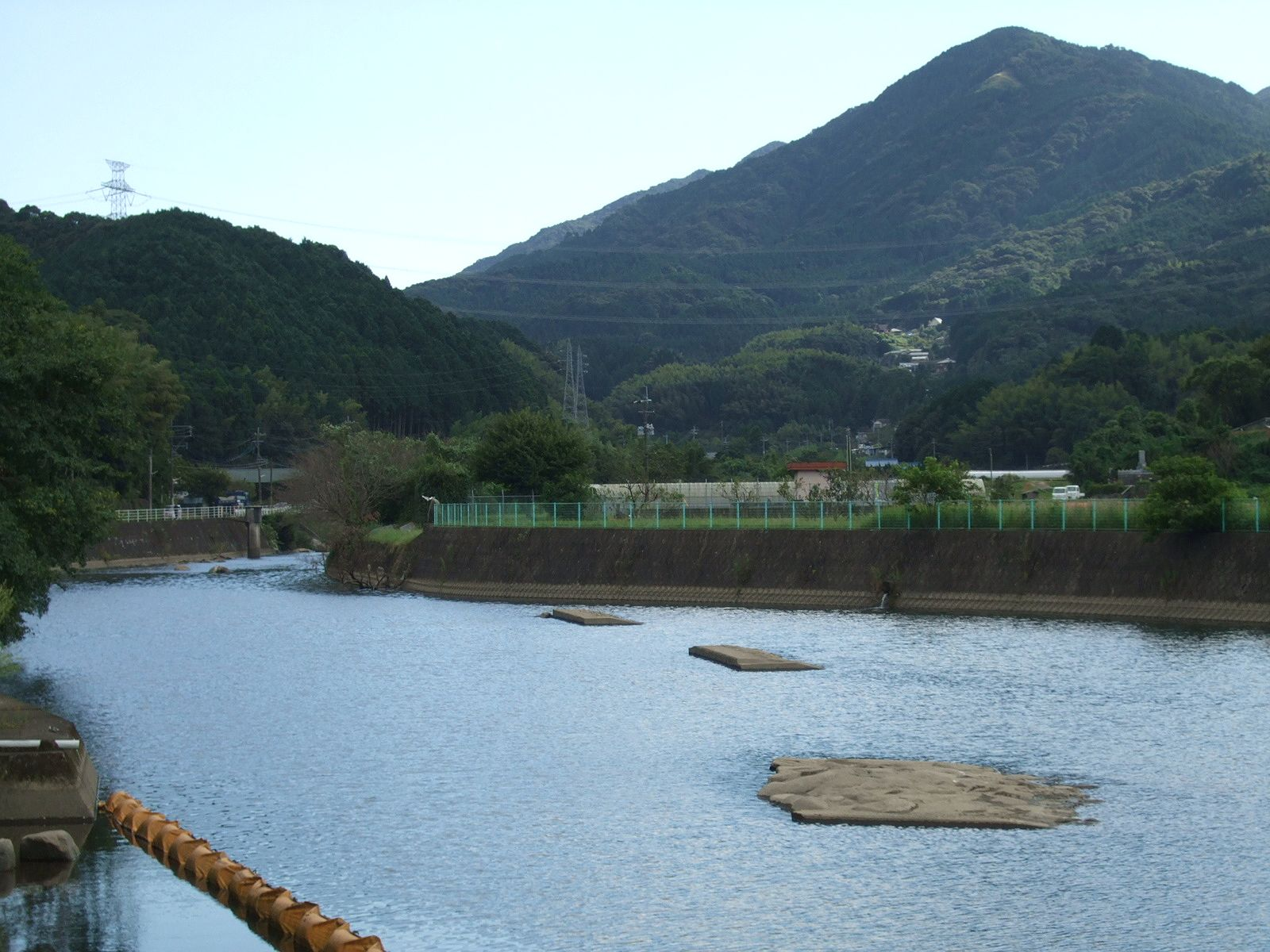
裂田の溝。取水口「一の井手」付近

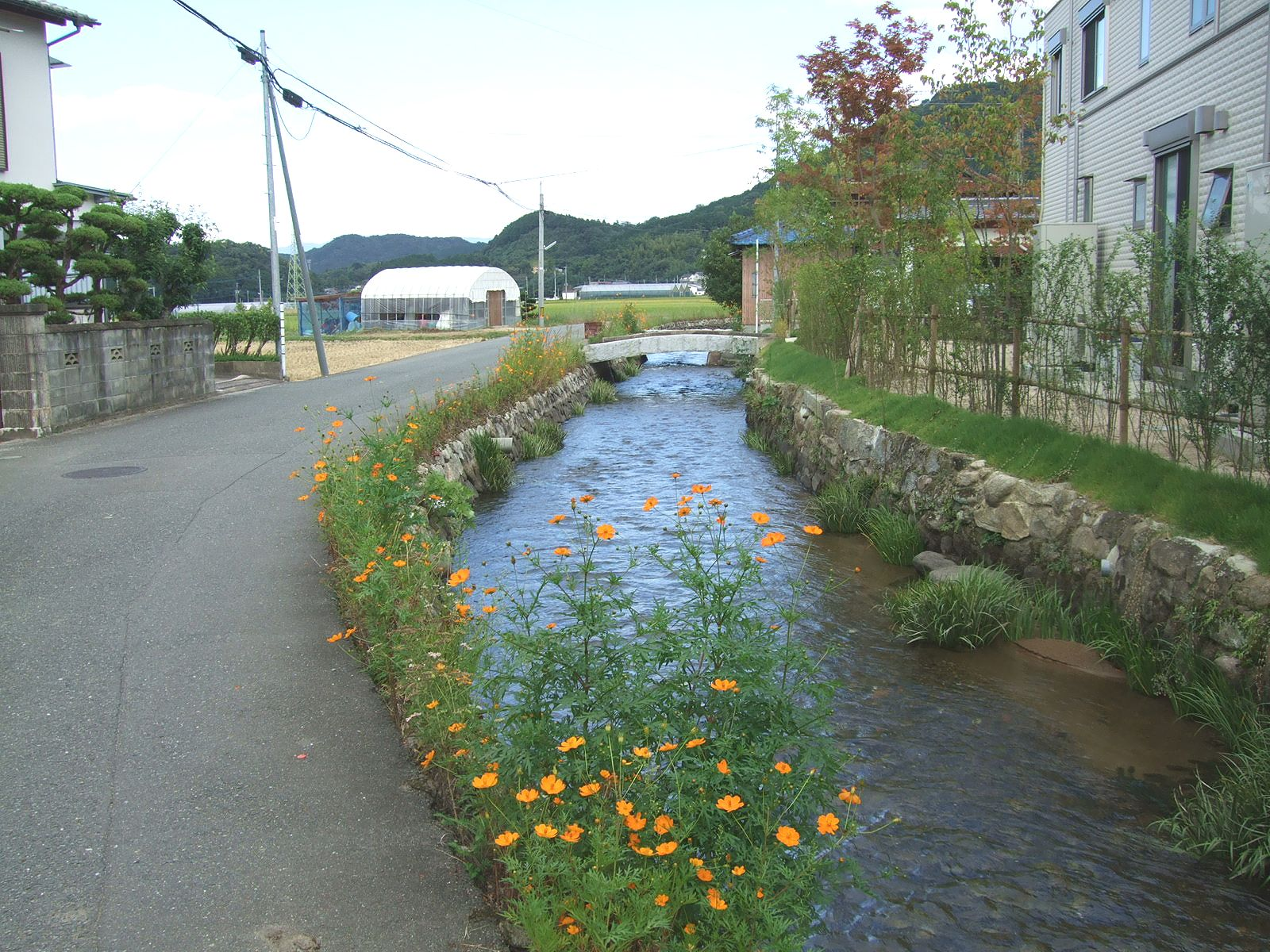
裂田の溝

中ノ島公園

那珂川市（なかがわし）は、福岡県の中西部の筑紫地域に位置する市。市内を南北に貫き、福岡市中心部へ流れている那珂川が市名の由来である。
古代において、奴国の都であったと考えられている。
2015年国勢調査で人口が5万人を突破し、2018年（平成30年）10月1日に単独市制を施行した。

## 概要
福岡市の南側、春日市の西側に隣接しており、福岡都市圏の一部を構成する。福岡市に近い博多南駅や西鉄バス那珂川営業所の周辺を中心とする市北部の平地部ではベッドタウンとして発展しているが、他の地域は農地や山地となっており、南畑ダム、自然保養施設「グリーンピアなかがわ」や五ケ山ダムなどがある。市全体で見ると順調に人口は増加していたが、北部の一部地域では都市化により人口が増加している反面、面積の大半を占める他地域では深刻な過疎化と高齢化が進行しているなど、同じ市の中でも正反対の特性を持っている。市の人口の約8割近くが市街地に集中しており、那珂川市の中心地区は福岡市や春日市との間で境界が不明瞭にスプロール化している場所が多い。また、福岡市南部の外縁地区（鶴田・老司・警弥郷・弥永など）よりも市の中心部は商業が発達しているためこれらの地区から買い物に訪れる人も多い。この一極集中型の市街地のため、人口密度はDIDでは7,000人/平方キロメートルに近くなる一方、市全体では約10分の1の人口密度になる。
かつては筑紫郡に属する町であったが、2010年9月30日時点での住民基本台帳、及び外国人登録者数の人口が5万人を突破した。しかし、2010年度の国勢調査の結果は4万9785人で5万人に満たず市制施行は次回以降へ持ち越しとなったが、その後行政は積極的に市制施行を目指しており各地で「市になろう!」キャンペーンを実施し、定住の促進や住宅購入時に発生する固定資産税の免除や家賃の割引などの積極的な住民誘致を行い、2015年実施の国勢調査（確定値）で5万4人に達した。

## 地理

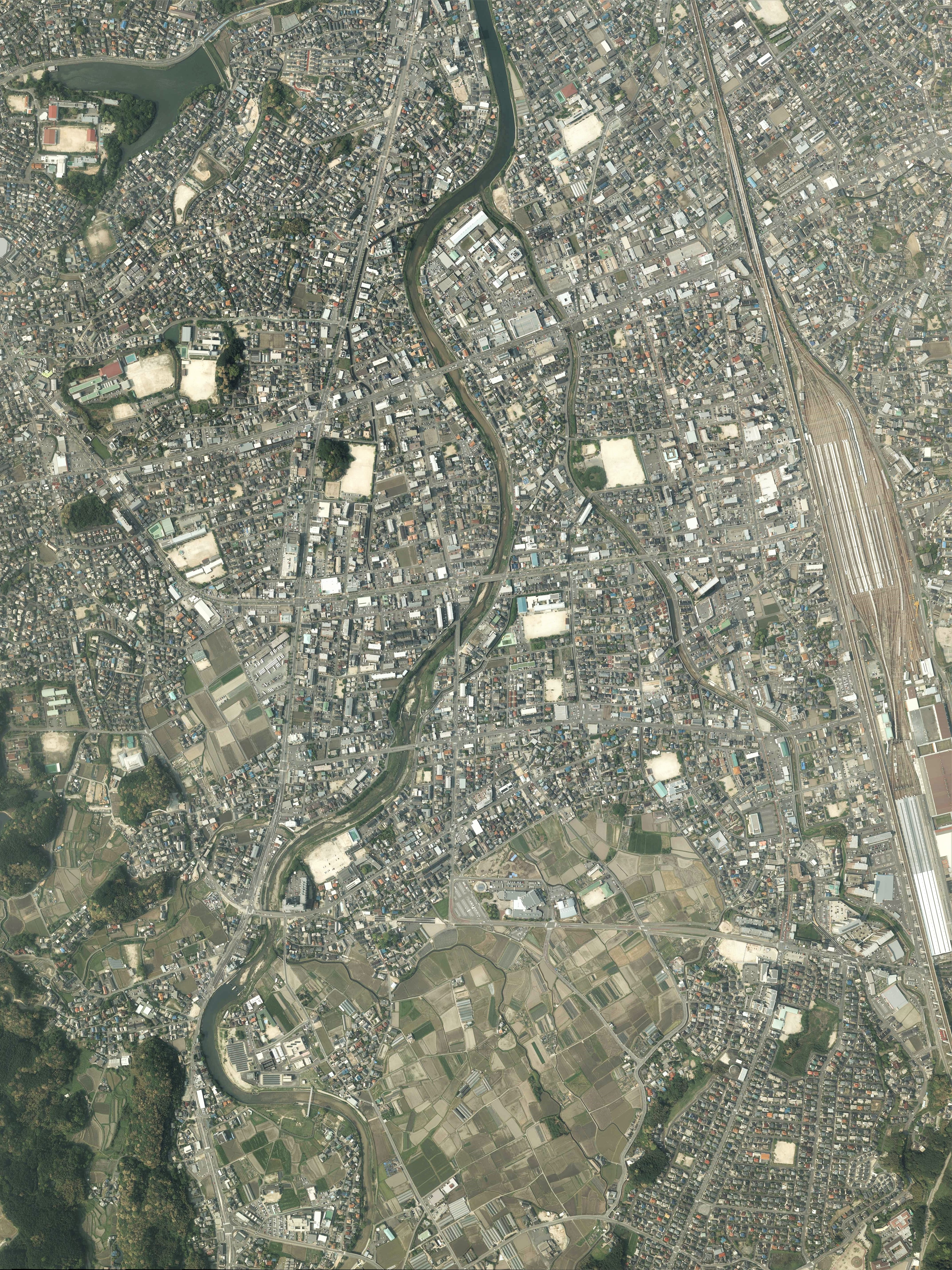
那珂川市中心部周辺の空中写真。
2018年4月27日撮影の3枚を合成作成。。

- 山: 九千部山、権現山、一の岳、観音山、片縄山
- 河川: 那珂川、梶原川、西川
- ダム: 南畑ダム、五ケ山ダム、脊振ダム
- 位置
  - 東端: 東経130°28′10″ 那珂川市大字上梶原字地別当
  - 西端: 東経130°22′38″ 那珂川市大字西畑字荻の原
  - 南端: 北緯33°23′29″ 那珂川市大字五ケ山字大野
  - 北端: 北緯33°31′38″ 那珂川市片縄東1丁目
- 高低
  - 最高地: 845.0メートル 那珂川市大字市ノ瀬字苗ケ尾
  - 最低地: 15.0メートル 那珂川市片縄東1丁目

### 隣接する自治体・行政区
- 福岡県
  - 福岡市（南区・早良区）
  - 筑紫野市
  - 春日市
  - 大野城市
- 佐賀県
  - 鳥栖市
  - 神埼郡吉野ヶ里町
  - 三養基郡みやき町

### 地名
合併当初は23大字があった。1970年代以降、市街化地域を中心に町名設置を実施している。当初は、隣の春日市と同様に、住居表示を実施せず地番整理をしたが、2000年代以降に順次住居表示が実施された。
- 安徳（旧安徳村）
- 上梶原（旧安徳村）
- 五郎丸（旧安徳村）
- 下梶原（旧安徳村）
- 仲（旧安徳村）
- 中原（旧安徳村）
- 東隈（旧安徳村）
- 松木（旧安徳村）
- 今光（旧安徳村、2004年廃止）
- 後野（旧岩戸村）
- 恵子（旧岩戸村）
- 片縄（旧岩戸村）
- 道善（旧岩戸村）
- 西隈（旧岩戸村）
- 西畑（旧岩戸村）
- 別所（旧岩戸村）
- 山田（旧岩戸村）
- 市ノ瀬（旧南畑村）
- 埋金（旧南畑村）
- 五ヶ山（旧南畑村）
- 南面里（旧南畑村）
- 成竹（旧南畑村）
- 不入道（旧南畑村）
- 王塚台1丁目 - 3丁目（1978年、下梶原・松木・仲・五郎丸より発足）
- 恵子1丁目（1983年、恵子より発足）
- 片縄1丁目 - 10丁目（1983年、片縄より発足）
- 道善1丁目 - 5丁目（1983年、道善より発足）
- 今光1丁目 - 6丁目（1985年、今光より発足）
- 五郎丸1丁目 - 2丁目（1985年、五郎丸より発足）
- 仲1丁目（1985年、仲より発足）
- 中原1丁目 - 6丁目（1985年、中原より発足。のちに6丁目が松原として住居表示が実施され廃止されるが、同時に別の場所が6丁目になる。）
- 松木1丁目 - 3丁目（1985年、松木より発足）
- 中原観晴が丘（中原より発足。年不詳。2005年、観晴が丘として住居表示実施により廃止）
- 恵子2丁目 - 6丁目（2001年、恵子より発足）
- 片縄西1丁目 - 3丁目（2001年、片縄より発足）
- 片縄北1丁目 - 3丁目（2002年、片縄より発足）
- 片縄西4丁目 - 5丁目（2002年、片縄より発足）
- 片縄北4丁目 - 8丁目（2003年、片縄より発足）
- 片縄東1丁目（2004年、片縄より発足）
- 今光7丁目 - 8丁目（2004年、片縄より発足）
- 中原6丁目（2005年、中原より発足。同時に廃止された旧・中原6丁目とは別の場所にある。また、中原の一部が中原1丁目に編入され、その区域で住居表示を実施。）
- 中原東1丁目 - 2丁目（2005年、中原より発足。）
- 松原（2005年、中原6丁目・松木より発足。）
- 観晴が丘（2005年、中原観晴が丘の住居表示実施により発足。）
- 後野1丁目 - 5丁目（2007年、後野より発足）
- 西隈1丁目 - 4丁目（2007年、西隈より発足。）
- （2007年、道善の一部が道善4丁目 - 5丁目に編入され、その区域で住居表示を実施。）
- 五郎丸3丁目（2008年、五郎丸より発足）
- 仲2丁目 - 3丁目（2008年、仲より発足）
- 東隈1丁目（2008年、東隈より発足）
- 上梶原1丁目（2009年、上梶原より発足）
- 五郎丸4丁目（2009年、五郎丸より発足）
- 下梶原1丁目 - 2丁目（2009年、下梶原より発足）
- 仲4丁目（2009年、仲より発足）
- 仲丸1丁目（2009年、仲・五郎丸より発足）
- 松木4丁目 - 6丁目（2009年、松木より発足）

## 歴史

### 沿革
- 1889年（明治22年）4月1日 - 市制・町村制施行により、那珂郡に以下の3村が発足。
  - 安徳村、岩戸村、南畑村
- 1896年（明治29年）4月1日 - 那珂郡・席田郡・御笠郡の三郡を統合、筑紫郡となる。筑紫郡安徳村、岩戸村、南畑村。
- 1956年（昭和31年）4月1日 - 安徳村、岩戸村、南畑村が新設合併して町制施行、筑紫郡那珂川町となる。
- 1961年（昭和36年）4月 - 福岡県立福岡農業高校岩戸分校を那珂川町立南福岡高校に校名変更。
- 1964年（昭和39年）2月 - 那珂川町立南福岡高校を那珂川町立福岡女子商業高等学校に校名変更。
- 1965年（昭和40年）6月 - ごみ収集開始。
- 1966年（昭和41年）
  - 3月 - 南畑ダム完成。
  - 4月
    - 天徳中学校と南畑中学校を統合し、那珂川中学校開校。
    - 五ケ山小学校を南畑小学校に統合。
- 1970年（昭和45年）12月 - 新都市計画法により市街化区域（550ヘクタール）と市街化調整区域（1,350ヘクタール）の線引き決定。
- 1971年（昭和46年）4月 - 片縄に那珂川保育所開設。
- 1973年（昭和48年）
  - 3月 - 広報なかがわ定期発行開始。
  - 8月 - 第1回町民の夏祭り開催。
- 1974年（昭和49年）
  - 1月 - 土地区画整理事業着手（安徳・岩戸）。
  - 9月 - 第1回町民運動会開催。
- 1975年（昭和50年）
  - 3月 - 山陽新幹線開通。
  - 10月 - 国勢調査の人口増加率が県下一（56.9%の増加）。
- 1976年（昭和51年）
  - 1月 - 新幹線博多総合車両所完成。
  - 4月 - 那珂川町消防本部発足。
- 1977年（昭和52年）
  - 6月 - 人口2万人突破。
  - 10月 - 春日那珂川水道企業団を設立。
- 1978年（昭和53年）12月 - 役場庁舎移転（現在地）。
- 1979年（昭和54年）6月 - 西畑運動公園オープン（西畑球場・昭和の森）
- 1980年（昭和55年）
  - 3月 - 市ノ瀬に中ノ島公園オープン。
  - 4月 - 那珂川南中学校開校。
  - 10月 - 国勢調査の人口増加率が1975年に続き県下一（40.8%の増加）。
- 1982年（昭和57年）
  - 3月28日 - 「那珂川町町民憲章」を制定[4]。
  - 5月 - 恵子に町民体育館と恵子児童館開館。
- 1984年（昭和59年）8月 - 人口3万人突破。
- 1985年（昭和60年）10月 - 国勢調査の人口増加率が3回連続県下一（24.3%の増加）。
- 1986年（昭和61年）7月 - グリーンピアなかがわオープン。
- 1989年（平成元年）12月 - 「非核・平和都市宣言」決議。
- 1990年（平成2年）4月1日 - 博多南線開通。
- 1993年（平成5年）1月 - 博多南土地区画整理事業着工。
- 1994年（平成6年）
  - 4月 - ミリカローデン那珂川・那珂川町葬祭場「華石苑」オープン。
  - 5月 - 人口4万人突破。
- 1996年（平成8年）5月 - 博多南駅前広場オープン。
- 1997年（平成9年）
  - 4月 - グリーンピアなかがわ人工スキー場オープン。
  - 11月 ミリカローデンに屋内プール完成。
- 1999年（平成11年）4月 - 春日・大野城・那珂川消防組合発足。
- 2001年（平成13年）10月 - 住居表示開始（片縄西・恵子地区）。
- 2003年（平成15年）5月 - 安徳台遺跡群で奴国の有力首長墓発見。
- 2004年（平成16年）
  - 4月 - 那珂川北中学校開校・博多南駅前ビルオープン。
  - 5月 - 丸の口古墳公園オープン。
- 2006年（平成18年）2月 - 裂田溝が日本疏水百選に認定される。
- 2010年（平成22年）9月 - 人口5万人を突破。
- 2018年（平成30年）10月 - 市制施行により那珂川市となる[2]。同日に筑紫郡も消滅した。日本における平成最後の市制施行となった。

## 行政

### 市長
- 武末茂喜（通算5期目）
- 任期：2028年8月30日

### 歴代首長
| 代      | 氏名       | 就任日        | 退任日        | 備考       |
| ------- | ---------- | ------------- | ------------- | ---------- |
| 初-3代  | 藤野又十郎 | 1956年5月15日 | 1968年5月14日 |            |
| 4代     | 添田孤鹿   | 1968年5月15日 | 1972年5月14日 |            |
| 5代     | 重松仁志   | 1972年5月15日 | 1976年3月1日  |            |
| 6代     | 真鍋勝次   | 1976年4月13日 | 1978年7月28日 | 任期中死去 |
| 7-11代  | 大久保福義 | 1978年9月10日 | 1998年9月9日  |            |
| 12代    | 佐伯公明   | 1998年9月10日 | 1999年6月19日 | 任期中死去 |
| 13-15代 | 後藤良助   | 1999年8月8日  | 2008年7月     | 辞職       |
| 16-18代 | 武末茂喜   | 2008年8月31日 |               |            |

| 代     | 氏名     | 就任日        | 退任日 | 備考                     |
| ------ | -------- | ------------- | ------ | ------------------------ |
| 初-2代 | 武末茂喜 | 2018年10月1日 |        | 市制施行に伴い市長となる |

### 警察
- 春日警察署（春日市）
  - 那珂川警部交番（那珂川市五郎丸）
  - 南畑駐在所（那珂川市埋金）

### 消防
- 春日・大野城・那珂川消防本部（春日市）
  - 春日・大野城・那珂川消防署西出張所

### 公共施設

ミリカローデン那珂川

- ミリカローデン那珂川
那珂川市仲にある複合文化施設。820席の文化ホール・15万冊の蔵書を持つ那珂川市図書館・屋内プールや生涯学習センターなどがある。また、那珂川市出身の松口月城の功績を称えた松口月城記念館も併設されている。ミリカローデンの名前の由来は、那珂川市の木であるヤマモモ (myrica) とまちの花である筑紫シャクナゲ (rhododendron) に、広場 (garden) を合わせて新しくつくられた造語である。
- 那珂川市市民体育館
- 那珂川市福祉センター
- 那珂川市（中央・北地区・東地区・南地区）公民館
- エコピアなかがわ（不燃物処分場）
- 那珂川市保健センター
- 恵子児童館
- 恵子教育集会所
- 農村婦人センター
- 那珂川市勤労青少年ホーム
- 那珂川市部落解放センター

## 議会

### 市議会
- 定数：17人
- 任期：2021年4月1日 - 2025年3月31日

### 衆議院
- 選挙区：福岡5区（福岡市南区（弥永・弥永西・老司・鶴田の各投票区）、筑紫野市、春日市、大野城市、太宰府市、朝倉市、那珂川市、朝倉郡）
- 投票日：2021年10月31日
- 当日有権者数：454,493人
- 投票率：54.52％

| 当落 | 候補者名 | 年齢 | 所属党派   | 新旧別 | 得票数    | 重複 |
| ---- | -------- | ---- | ---------- | ------ | --------- | ---- |
| 当   | 堤かなめ | 61   | 立憲民主党 | 新     | 125,315票 | ○    |
|      | 原田義昭 | 77   | 自由民主党 | 前     | 110,706票 |      |

## 経済

### 農業
那珂川市中部・南部では主に水田が広がっているが、近年の減反政策により畑作に転じる農家が増加し、ヤーコンという根菜に力を入れて栽培している。市の物産館などではヤーコンまんじゅう、ヤーコンドリンクなどヤーコンにちなんだ土産品が並んでいる。山間部ではわさびの栽培なども行われている。
農家数・農業人口は一貫して減少傾向にあることが統計に表れていて、昭和55年度（1980年）ではそれぞれ800戸・3,911人であるが平成12年（2000年）には同423戸・2,762人まで減った。

### 林業
- 林野総面積（2004年）: 5,620ヘクタール

### 工業

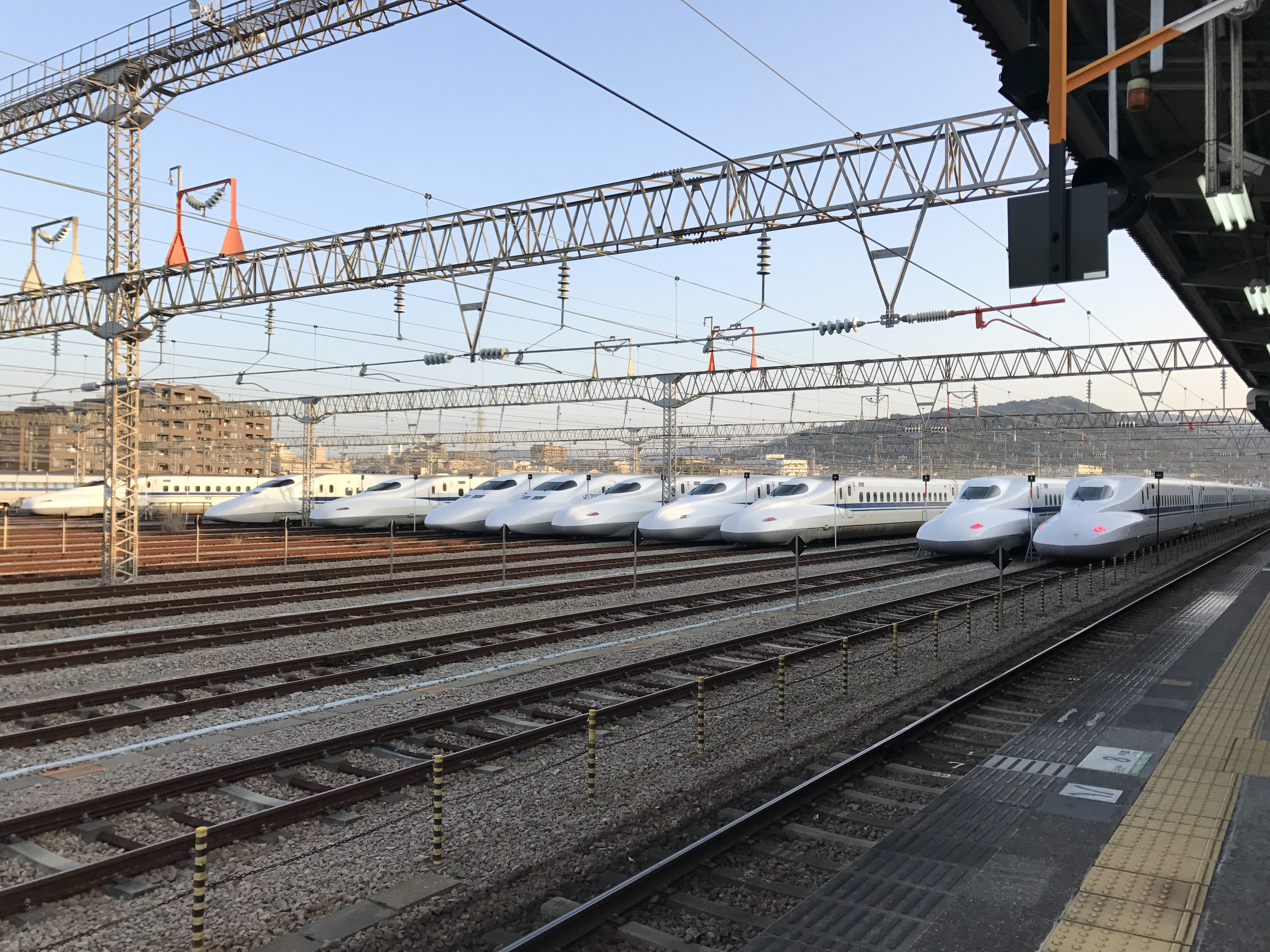
博多総合車両所

市内ではあまり工業はみられないが、今光・片縄の一部でみられる。またここでは、新幹線車両基地も工業として扱う。

#### 主な事業所
- 西日本旅客鉄道（JR西日本） 博多総合車両所

### 商業
市内の商業の歴史は新しく、古くからの商店街などはまれである。那珂川町が都市化し始めた昭和55年以降ユニード（現：ダイエー・グルメシティ）マルショク・サンリブ・サニーなどが進出。それ以前は寿屋が隣接する福岡市南区老司にあった。現在は都市化も進行し、マルショク、サニー、マックスバリュといったスーパーマーケットのほか、MEGAドンキ、トライアルといったディスカウントストアもあるが、いまだ大型複合商業施設クラスのものはなく、幹線道路沿いにロードサイド店舗が数多く立地している。
出版文化産業振興財団の調査によると、2024年（令和6年）8月現在で市内に書店が1軒もない全国15道県24市のひとつである。

### 郵政
- 那珂川郵便局（那珂川市後野）
- 那珂川片縄郵便局（那珂川市片縄）
- 那珂川松木郵便局（那珂川市松木）
- 那珂川王塚台郵便局（那珂川市王塚台）
- 南畑郵便局（那珂川市不入道）

### 金融機関
- 福岡銀行那珂川支店
- 西日本シティ銀行那珂川支店
- 佐賀銀行那珂川支店

### その他
- 那珂川市商工会
- 福岡広域森林組合
- 那珂川市水利組合

## 地域

### 人口
| 那珂川市（に相当する地域）の人口の推移 \| 1960年（昭和35年） \| 8,458人 \| \| \| 1965年（昭和40年） \| 8,859人 \| \| \| 1970年（昭和45年） \| 11,245人 \| \| \| 1975年（昭和50年） \| 17,646人 \| \| \| 1980年（昭和55年） \| 24,840人 \| \| \| 1985年（昭和60年） \| 30,869人 \| \| \| 1990年（平成2年） \| 36,576人 \| \| \| 1995年（平成7年） \| 42,345人 \| \| \| 2000年（平成12年） \| 45,548人 \| \| \| 2005年（平成17年） \| 46,972人 \| \| \| 2010年（平成22年） \| 49,780人 \| \| \| 2015年（平成27年） \| 50,004人 \| \| \| 2020年（令和2年） \| 50,112人 \| \| |          |  |
| 総務省統計局 国勢調査より |          |  |
| 1960年（昭和35年） | 8,458人  |  |
| 1965年（昭和40年） | 8,859人  |  |
| 1970年（昭和45年） | 11,245人 |  |
| 1975年（昭和50年） | 17,646人 |  |
| 1980年（昭和55年） | 24,840人 |  |
| 1985年（昭和60年） | 30,869人 |  |
| 1990年（平成2年） | 36,576人 |  |
| 1995年（平成7年） | 42,345人 |  |
| 2000年（平成12年） | 45,548人 |  |
| 2005年（平成17年） | 46,972人 |  |
| 2010年（平成22年） | 49,780人 |  |
| 2015年（平成27年） | 50,004人 |  |
| 2020年（令和2年） | 50,112人 |  |

### 教育

#### 高等学校
- 福岡女子商業高等学校

#### 中学校
- 那珂川市立那珂川中学校
  - 後野分校
- 那珂川市立那珂川南中学校
- 那珂川市立那珂川北中学校

#### 小学校
- 那珂川市立南畑小学校
- 那珂川市立岩戸小学校
  - 後野分校
- 那珂川市立岩戸北小学校
- 那珂川市立片縄小学校
- 那珂川市立安徳小学校
- 那珂川市立安徳北小学校
- 那珂川市立安徳南小学校

#### 幼稚園

##### 市立
- 那珂川市立南畑幼稚園
- 那珂川市立岩戸幼稚園
- 那珂川市立岩戸北幼稚園

##### 私立
- 香蘭短期大学付属那珂川第一幼稚園
- 香蘭短期大学付属那珂川第二幼稚園

#### 保育所

##### 市立
- 那珂川市立中央保育所
- 那珂川市立那珂川保育所

##### 私立
- 青葉保育園（本園・分園）
- 那珂の森保育園
- 青葉桐の花保育園
- なかがわ保育園
- 那珂川道善コスモス保育園
- 第2なかがわ保育園
- 那珂川片縄コスモス保育園
- エンジェルキッズ保育園
- KiD's・Kiss博多みなみ保育園（保育所ちびっこランドJR博多みなみ駅前園）
- リリィ保育園
- 那珂川保育園どんぐりクラブ
- バディスポーツ幼育園 博多南校
- みんなの保育園
- ちびっこランド中原園
- リチャーズ保育園

#### その他の学校
- 福岡県立福岡学園（児童福祉法に基づく児童自立支援施設）

### 市の中心部
那珂川市の中心は主に北部地区の4つの通りと博多南駅前から成る。

#### あかしや通り
- 那珂川市今光2丁目（春日市境） - 那珂川市片縄7丁目（井河交差点）
- 全般的に片側1車線だが今光1丁目交差点 - 春日市境までは片側2車線となっている。
- 那珂川市北部を東西に走り、県道577号の一部でもある。
- 今光地区はカーディーラーやパチンコ店も多い。今光橋を渡り片縄地区に入ると閑静な住宅街となっている。
- 今光1丁目交差点でもみじ通りと、内田交差点でけやき通りと、終点の井河交差点でいちょう通りと接続している。

#### いちょう通り
- 那珂川市中原4丁目（春日市境） - 那珂川市片縄西4丁目（下原交差点）
- 完全片側1車線。歩道が車道よりも広いバリアフリー設計の道路である。
- 那珂川市のメインストリートで交通量が多く渋滞しやすい。通りには大小さまざまなロードサイド型店舗が並ぶが、多くは飲食店である。
- 中原3丁目交差点でもみじ通りと、道善交差点でけやき通りと、井河交差点であかしや通りと接続している。

#### けやき通り
- 那珂川市片縄10丁目 - 那珂川市道善2丁目（道善バス停交差点）
- 国道385号の那珂川市中心部における別称で片側2車線の幹線道路。
- 西鉄那珂川営業所付近は那珂川市の中心として栄えている。片縄4丁目にスーパー銭湯がある。
- 内田交差点であかしや通りと、道善交差点でいちょう通りと接続している。

#### もみじ通り
- 那珂川市今光1丁目（今光1丁目交差点） - 那珂川市王塚台1丁目（松木南交差点）
- 完全片側1車線。今光側は県道575号・中原から松木にかけては県道601号の一部である。
- 今光地区は小規模な商店が点在する閑静な住宅街であるが、駅西口交差点以南は高層マンションが林立している。その先松木地区に入ると田畑などが見られる風景となる。

#### 博多南駅前
- 駅前ロータリーと博多南駅前線・中原鷹取線周辺を博多南駅前と呼ぶ。住居表示は「中原2丁目・中原3丁目」。
- 博多南駅が開業して数年かけて駅前整備を行った。駅前は市の情報センターやマンションの1・2階部分をテナントとして利用しているところが多い。

### 市外局番・電話番号
市外局番は福岡地区と共通で092であり、福岡MAに属する。その後那珂川市は951 - 954までが与えられている。ただし、福岡市に隣接する片縄緑地区は南区鶴田地区と同じ566・567である。

## 交通

### 空港
最寄りの空港は福岡空港である。

### 鉄道路線
西日本旅客鉄道（JR西日本）博多南線博多南駅の一部が市内にまたがっている（所在地は隣の春日市）。道路を隔てて跨道橋を渡った駅前ビル、ロータリーとバス発着所は那珂川市域であり、駅周辺部も春日市側（車両基地を隔てて東側）より那珂川市側のほうが都市化が著しい。
山陽新幹線の博多総合車両所も、敷地の北半分が春日市、南半分が那珂川市にまたがっており、事務所が那珂川市側にあるため、所在地は那珂川市中原東2丁目となっている。前述の博多南線は、博多駅と博多総合車両所との出入庫列車を利用して営業運転が行われている。
このほか、九州新幹線が市内を通っているが駅はない。
博多南駅のほか、福岡市南区の西日本鉄道（西鉄）天神大牟田線大橋駅と市内を結ぶバスの本数も多い。ほかに、西鉄春日原駅、JR博多駅、春日駅と市内を結ぶバスもある。

### バス路線
西日本鉄道（西鉄）グループ各社が運行する路線バス（西鉄バス）と、那珂川市が運行するコミュニティバスの「かわせみバス」がある。
西鉄バス
市内に那珂川自動車営業所があり、博多南駅・那珂川営業所などの市内各地と福岡市（西鉄大橋駅・天神・博多駅など）を結ぶ路線や、博多南駅と春日市（春日原駅）を結ぶ路線などが設定されている。
バスの利用は主に市内から西鉄大橋駅までの利用（そこから西鉄天神大牟田線に乗り換え）が多い。
2000年代に入り都市高速5号線の延伸（野多目ランプ）に伴い那珂川市内と天神間を都市高速経由で直結する路線バスが設定され、天神と那珂川営業所を約30分で結ぶようになった。これにより西鉄大橋駅で西鉄大牟田線に乗り換えずに、直接バスで天神に行けるようになった。（なお都市高速経由博多駅行きは設定がない）
2000年前後までは天神と那珂川市内のほとんどの地域を結ぶ支線との間で直行の路線バス経路が運行されていた一方、過疎化による利用者の減少により、支線区間は大橋駅（バスターミナル）で系統分割の後、路線そのものの廃止が相次いだ。現在では博多南駅周辺、那珂川ハイツ周辺、那珂川営業所周辺、今立・現人橋周辺を残して大半の路線が廃止された。那珂川営業所以北の路線は高頻度で運行されている。
かわせみバス
那珂川市が西鉄グループの西鉄バス二日市に委託して運行するコミュニティバスである。西鉄バス路線がもともとない地域や、前述の支線区間として廃止された地域など。市内各地域を巡回運行し、西鉄バス那珂川営業所や博多南駅などとの間を結んでいる。

### 予約制乗合タクシー
- 板屋脇山線乗合タクシー

市ノ瀬地区の中ノ島公園から福岡市早良区の板屋までの乗合タクシーが木・日曜日に限り運行されている（当該曜日には、板屋から福岡市街方面への運行はない。）。

### 道路
市内を国道385号が縦断しており、本市と福岡市、佐賀県神埼市、福岡県大川市・柳川市などを相互に結ぶ重要ルートとなっている。ただし2006年の東脊振トンネル有料道路の開通までは坂本峠付近が大型車通行止めの狭隘路であった。五ケ山ダム周辺はダム竣工に伴い高設計の取替道路が整備された。ほか、南畑ダム周辺から麓の水道局取水場周辺までの現道が比較的狭隘であるが、「南畑バイパス（仮称）」の建設が計画されている。
有料道路
- 東脊振トンネル有料道路（国道385号バイパス）

一般国道
- 国道385号

主要地方道
- 福岡県道56号福岡早良大野城線

一般県道
- 福岡県道575号山田中原福岡線
- 福岡県道577号片縄下白水線: 市内はあかしや通りにあたる
- 福岡県道580号那珂川大野城線: 那珂川市仲のミリカローデン裏から太宰府インターまでの道路。
- 福岡県道601号平等寺那珂川線
- 福岡県道602号後野福岡線

## 名所・旧跡・観光スポット・祭事・催事

### 名所・旧跡・景勝地
| - 五ケ山 - 国境石（筑前国・肥前国境） - 白土城趾（猫城） - 稚児落としの滝 - 金山跡（2ケ所） - 毘沙門岩 - 九千部山 - 五ケ山小学校跡 - バクチ岩・メバチ岩 - 殿窯 - 代官屋敷跡 - 桑河内の滝 - グリーンピアなかがわ - 垂乳根の銀杏木 - 田中嘉平翁の墓碑 - 御所の滝 - 南畑ダム - ダム記念碑・南畑ダム概要の碑・水没記念碑 - 南畑水源地の碑 - 一の岳城趾 - 虎ケ岳城趾（笹城） | - 市ノ瀬 - 日吉神社 - 頭風山南林寺跡（磨崖佛15体） - 西岸寺跡 - 八龍社（八丁さま） - 釣垂地蔵尊 - 探題千葉氏の墓 - 宗徹首座の墓 - 渋川万寿丸の墓 - 黒田養人の墓 - 天然記念物（黄玉樹・楊梅） - 光明の滝 - うなぎ淵 - 木馬道 - 釣垂峡（筑紫耶馬渓） - つたるの碑 - 天然記念物（釣垂のヒノキシダ） - 鮎返滝 - 南畑発電所 - ずぶいり橋 - 亀ノ尾峠 - みかえり坂 - 大河内線開通記念碑 - 大峠（塩買峠） - 真鍋清蔵の墓 - つっぱり石 - つづら屋敷 | - 中ノ島公園 - 那珂川の中洲を利用してつくられた公園で、週末になると市内や近隣市からも多くの観光客が訪れる。また国道385号沿いに農産物直売所をそなえた駐車場があり、道の駅としての役割も果たしている。 - 埋金 - 梅金山光蓮寺 - 待身の滝 - 一の岳城のお姫さまの石塔 - 不入道 - 猫城跡 - 猫城墜道 - 忠魂碑 - 不入道の滝・不入道観世音 - 不入道御瀧道標 - 天然記念物（アセビ） - 成竹 - 日吉宮跡 - 大原山神社 - 天然記念物（モチノキ） - 寺倉 - 大山住神社 - 農道水路完成記念碑 |

| - 南面里 - 山神社 - 大山神社跡 - 鷲岳山正應寺 - 内念善寺 - 教徳寺跡 - 延元寺（延長寺）跡 - ヤンブ墓 - 関所跡 - 南面里池 - 藤原城趾（なめり城） - 会下の水 - 磨崖碑 - 光善の滝 - 道路記念碑 - 道路寄付者の碑 - 那珂川清滝 - 那珂川町南面里に2004年にオープンした温泉施設。男女合わせて14の露天風呂と内風呂が楽しめる。 - 山田 - 高津神社 - 伏見神社 - 龍頭山浄光寺 - 十一面観音 - 雲光岩・龍岩 - 高橋善蔵翁の墓および公徳碑 - 岩門神楽（県無形文化財指定） - 山潮石 - 馬の瀬 - なまずのかまど跡 - 裂田の溝（） - 4世紀末から5世紀初めにかけて作られたとされる全長約5キロメートルの日本最古の人工水路で、現在も約150ヘクタールの農地に水を配っている。日本書紀にその開削の様子が記されている。疏水百選に選ばれている。 - 一の井手 - 一之堰改築記念碑 - 昔の旅人宿（松隆館） - 湯浅先生の碑 - 消防記念碑 - 山田西遺跡 - 山田河川公園 - ツキガタ石（お立石） - 少弐景資の墓 - 平田池・山口池 - 天狗岩・茶臼岩 - 岩門城趾 - 柿ケ塔の滝 | - 安徳 - 裂田神社 - 風早神社 - 天神社 - 安徳宮 - 西谷山明応寺 - 安徳大塚古墳 - 安徳台遺跡（轟の丘）（国の史跡） - 堂城寺屋敷跡 - 亀島 - 岩壁・横穴（弐ケ所） - ウソンタンの水路 - 追松 - 吹き上げ用水路（サイホン式用水路） - 西畑 - 大山住神社 - 金吟山教徳寺・教徳寺の喚鐘 - 大岩（道しるべ） - 竜王ケ滝 - 道路更生の碑 - 西畑文化之碑 - 伏敵薹 - 鶏冠岩 - 故、上松曹長生家之跡碑 - 昭和の森・西畑運動公園 - 井尻 - 乙子神社 - 脊振山の護法神を祀る。 - 君命社 - 乙子神社の境内にある社で、湛誉上人を祀る。 - 古墓 - 湛誉上人の墓という古墳で、乙子神社の裏手の小山にあたる。 - 一之堰手跡碑 - 別所 - 三好山善福寺 - 正源寺跡 - 老林城趾 - 吉田家老の屋敷跡 - 権現様跡 - 日支事変の碑 - 戦捷記念碑 - 柴田徳次郎翁の生家 - 京塚 - 天神さま - 浄土三部妙典 - 三好の滝 | - 梶原 - 蓮教寺別院 - 八龍神社 - 白峯神社 - 現人八龍神社 - 千部山真教寺 - 天神社 - 妙音の滝 - 金丸妙正尼の像 - 天然記念物（キンモクセイ・カジワラノエノキ） - 梶原峠 - 橙とぼし - 上梶原耕地整理記念碑 - 平蔵遺跡群 - 平三兵衛梶原公景時之碑 - 平蔵池・荒田池 - 平蔵屋敷跡 - 平蔵古墳群 - 東隈 - 厄神社 - 田神社跡（現人神社内へ） - 東隈浄水場 - 仲 - 現人神社 - 百石地蔵 - ナカモリの塚 - 神官九柱の墓 - 常夜橙 - 征獨記念碑 - 明治三十七八年戦没従軍記念碑 - 権現塚古墳の側壁（那珂川中学校の前庭） - 六一の森 - 五郎丸 - 天神社 - 妙正尼の墓（金丸トワ） - 今光 - 春日神社 - 金丸天神社 - 千手観音 - 裂田の溝終了地点 - 安徳近隣公園（桜の名所） - 町づくりの碑 - 貝徳寺古墳 - 宗石遺跡群 - 松本天神社 |

| - 松木 - 松木天神社 - 疫神社 - 合政の天神社 - 忠霊碑 - エゲ古墳 - 松木遺跡群 - 京塚 - 王塚台 - 不動明王 - 中原 - 地禄神社 - 貴船神社 - 観音山大徳寺 - 大徳寺内（一の滝・二ノ滝・三の滝・梵字） - 観音山古墳群 - 中原古墳群 - 深原遺跡 - 観晴が丘創世の碑 - 中原遺跡群 - 中原耕地整理の碑 - 仕掛並築堤の碑 - 新幹線博多基地之碑 - 西隈 - 天神社 - 老林谷 - 忠魂碑（桜の名所） - 冠岩追慕碑 - 冠岩跡 - 藤五郎記念碑 - 防水門跡 - 和軒貝原先生の墓（貝原益軒の甥） - 新城山城趾 - 立花木 | - 後野 - 天神社 - 妙見神社 - 大山祇命（）と木花咲耶姫命（）を祀る神社。山中に鎮座する。 - 天徳寺跡 - アキバ権現様 - ハエノシロのお地蔵さん - 右妙見瀧道標 - 妙見の瀧への標。石造。 - 日露戦没記念碑 - 御大典記念碑 - 現人橋・屋形原線村道改築記念碑 - 大万寺古墳 - 荒平池古墳・荒平池 - 早口遺跡群 - 妙見の瀧 - 明治時代に天台宗の寺院の建立とともに霊場とされた場所で、今もその名残をとどめる石仏が所々に残る。 - 筑紫丘高校記念林の碑 - 道善 - 天神社 - 妙法山蓮教寺 - オリンピック出場記念碑 - 六ノ坪 - 妙法寺古墳群 | - 恵子 - 春日神社 - 恵子遺跡群 - 如意輪観音 - 殿蔵跡 - 片縄 - 貴船神社 - 十六神社 - 御中主神社 - 藤井山専光寺 - 菩提山妙親寺 - 防水門跡 - 野口古墳群 - 観音堂遺跡群 - 権現塚装飾古墳跡 - 天神池 - 井河遺跡群 - 浦の原古墳群 - 白石古墳群 - 片縄石砕石場跡 - 記念池・暗谷池 - 丸の口古墳公園（那珂川北中学校敷地内） |  |

### 祭事
- 安徳宮の天皇さまごもり: 4月
- 大山祇神社（西畑）の春ごもり: 4月
- 十六神社の春の祭典: 4月
- 弁財天祭り: 5月
- 水もらいごもり: 6月
- 不入道観世音の灯篭祭り: 7月
- 輪越し（日吉神社・伏見神社・現人神社）: 7月
- 伏見神社の祇園祭・岩戸神楽（福岡県無形文化財指定）: 7月 - 山田の伏見神社で毎年行われる伝統的な神楽で、昭和29年に県の無形文化財に指定され、18種の舞が伝えられており、毎年7月14日の祇園祭に奉納される。
- 八龍神社盆綱引き: 8月
- 現人神社おくんち: 10月
- 伏見神社・大山祇神社の火たきこもり: 11月
- 地禄天神社の祭り: 11月
- 地禄天神社の火たきこもり: 12月
- 厄神様の祭典: 12月
- 毘沙門天祭り: 12月
- 観音山大徳寺の金生神祭り: 1月
- ほうげんきょう: 1月
- 観音山節分護摩たき祭り: 2月
- 高津神社の祭り: 2月

### 催事
- 新幹線サマーファミリーフェスタ: 7月下旬
- まつりなかがわ: 8月
- スポーツフェスタなかがわ: 10月
- 商工まつり: 10月
- 那珂川町民文化祭: 11月
- 中山間ふるさとまつり: 11月

## 那珂川市出身の有名人
- 少弐景資（岩門城主・勇将）
- 柴田徳次郎（現国士舘大学創立者）
- 真鍋大覚（航空工学者、暦法家、九州大学工学部航空工学科助教授）
- 渡辺和己（元五輪マラソン選手）
- 志垣良(サッカー指導者)
- 高野剛（サッカー指導者）
- 加藤淳也（RKBラジオパーソナリティ）
- 馬場阿紀子（KBCラジオ「KBCサンデーミュージックカウントダウン」パーソナリティ）
- 加納督大 - プロバスケットボール選手（B3.LEAGUE・ライジングゼファーフクオカ所属）
- 時松隆光（プロゴルファー）
- 藤吉優（プロ野球選手・中日ドラゴンズ捕手）
- 前田幸長（元プロ野球選手投手・九州朝日放送野球解説者。千葉ロッテマリーンズ（入団時はロッテオリオンズ）→中日ドラゴンズ→読売ジャイアンツ）
- 梅野隆太郎（プロ野球選手・阪神タイガース捕手）
- 藤井菜々子（競歩選手）